# 岩戸寺 (国東市)

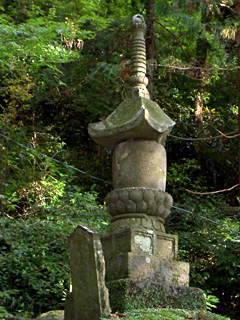
岩戸寺宝塔（国東塔、重要文化財）

岩戸寺（いわとうじ、いわとじ）は、大分県国東市国東町岩戸寺の国東半島の北東部にある天台宗の寺院。山号は石立山（いしだてさん）。1979年（昭和54年）5月15日に大分県の史跡に指定されている。

## 概要
養老2年（718年）に仁聞菩薩によって開かれたと伝えられる古刹で、六郷満山の末山本寺であった。
寺の入口に立つ一対の仁王像のうち、右側の阿形像には文明10年（1478年）の銘があり、在銘の丸彫り仁王像としては日本最古のものである。
また、寺の裏手にある高さ約3.3mの国東塔は、国の重要文化財に指定されている。弘安6年（1283年）の銘があり、国東半島にある国東塔の中で最古と言われている。2011年2月に修理の為一旦解体した所、3本の鉄製のノミの刃を発見した。鑑定の結果、これらは塔ができた13世紀頃のものであると推定されている。
本尊は、平安後期作のカヤの一木造りの薬師如来像である。
国東六郷満山霊場第二十六番。

## 修正鬼会
修正鬼会（しゅじょうおにえ）は、旧正月（1・2月）に六郷満山の寺院で行われる火祭り。祖先が姿を変えたとされる鬼がたいまつを持って集落を回る。国の重要無形民俗文化財に指定されている。
現在では、岩戸寺、成仏寺（国東市）、天念寺（豊後高田市）の3つの寺のみに残っており、岩戸寺では成仏寺と交互に、西暦の奇数年に催される。

## 文化財

### 重要文化財（国指定）
- 宝塔 - 鎌倉時代後期（1283年）の作品。弘安六年大歳癸未九月日の刻銘がある。昭和8年（1933年）01月23日指定。